# Oedosmylus brevis
Oedosmylus brevis är en insektsart som beskrevs av Tim R. New 1990. Oedosmylus brevis ingår i släktet Oedosmylus och familjen vattenrovsländor. Inga underarter finns listade i Catalogue of Life.